# Conus tribblei
Conus tribblei is een in zee levende slakkensoort uit het geslacht Conus. De slak behoort tot de familie Conidae. Conus tribblei werd in 1977 beschreven door Walls. Net zoals alle soorten binnen het geslacht Conus zijn deze slakken roofzuchtig en giftig. Zij bezitten een harpoenachtige structuur waarmee ze hun prooi kunnen steken en verlammen.